# Анеуризма међукоморске преграде
Анеуризма међукоморске преграде (АМП)  се дефинише као савијање срчане међукоморске преграде  веће од 15 mm са обе стране код одраслих и 5 mm код деце током нормалног срчаног покрета. Може захватити или мембрански (најчешће) или мишићни део међукоморске преграде. 
Дијагноза АМП има клинички значај због тромбогене и аритмогене предиспозиције, као и учешћа у опструкцији плућног тока. 

## Епидемиологија
Урођени дефекти вентрикуларног септума (ВСД) су описани код скоро 100.000 одраслих и 300.000 деце у Сједињеним Америчким Државама. [ 10 , 11 ]. Они су најчешћа урођена срчана мана након бикуспидног аортног залиска. Око 80% ВСД се јавља у мембранском септуму. Све у свему, пријављено је да се анеуризма ИВМС јавља код 0,3% пацијената са урођеном срчаном болешћу.

## Етиологија
Етиологија анеуризма међукоморске преграде је обично урођена.  
Сматра се да се АМП развија идиопатски или је повезана са спонтаним затварањем СМП након 2 године живота [ Други извештаји повезују развој са претходном епизодом инфекције или трауме.
Ретко, АМП је изолована аномалија, и најчешће се повезује са коригованом транспозицијом великих артерија (ТВА).  Аллворк је  установио АМП у 25% од 32 обдукциона узорка конгенитално кориговане транспозиције великих артерија. У овом стању, мембрански септум има тенденцију да буде већи због неусклађености између мешупреткоморске и међукоморске преграде. 

## Диференцијална дијагноза
Анеуризму срчане међукоморске преграде диференцијално дијагностилки требало би разликовати од срчане коморске анеуризме која се обично јавља у врху срца.

## Прогноза
Пацијенти са конгенитално коригованом транспозицијом великих артерија и АМП имају повећан ризик од субпулмоналне стенозе због опструктивног испупчења. 